# Leśniczówka (powiat chełmski)
Leśniczówka – wieś w Polsce położona w województwie lubelskim, w powiecie chełmskim, w gminie Ruda-Huta.
| SIMC    | Nazwa      | Rodzaj    |
| ------- | ---------- | --------- |
| 0106276 | Majdanek   | część wsi |
| 1026480 | Przecięcie | część wsi |

Do 1954 r. miejscowość należała do gminy Staw. W latach 1954–1959 wieś należała i była siedzibą władz gromady Leśniczówka, po jej zniesieniu w gromadzie Okszów. W latach 1975–1998 miejscowość należała administracyjnie do województwa chełmskiego. 
Wieś jest sołectwem w gminie Ruda-Huta.Według Narodowego Spisu Powszechnego (III 2011 r.) liczyła 294 mieszkańców i była piątą co do wielkości miejscowością gminy Ruda-Huta.
Wierni Kościoła rzymskokatolickiego należą do parafii św. Stanisława i Niepokalanego Serca Najświętszej Maryi Panny w Rudzie-Hucie.

## Historia
Miejscowość wzmiankowana pod koniec XVIII w. W 1884 na jej terenie zaczęli się osiedlać osadnicy niemieccy. W 1916 r. wieś zamieszkiwało 439 osób, w tym 11 Żydów. Według spisu powszechnego z 30 września 1921 r. miejscowość liczyła 502 mieszkańców, z których narodowość polską deklarowało 479 osób, rusińską (ukraińską) 5, niemiecką 19, wyznanie rzym.-kat. 369, prawosławne 4, ewangelickie 114, inne chrześcijańskie 15. W 1940 r. niemieckie władze okupacyjne przesiedliły z Leśniczówki ok. 20 rodzin pochodzenia niemieckiego. W 1918 r. w miejscowości powstała polska szkoła powszechna. Na jej potrzeby w 1938 r. oddano nowy budynek szkolny, istniejący do chwili obecnej. W 1965 r. wieś liczyła 340 mieszkańców, a w 2000 – 281.